# تومي هيلفيغر (شركة)

## عن تومي هيلفيغر
ولد مصمم الأزياء الأميركي توماس جاكوب هيليفيغر في الرابع والعشرين من مارس من العام 1951 في نيويورك، والده صائغ، ووالدته ممرّضة، وهو الابن الثاني من عائلة تتألف من تسعة أبناء.
خلال دراسته الثانويّة قرر توماس أن يفتح محلاً ضغيراً، كلّفه حينها 150 دولارا، وكان هدفه حينها أن ينقل الموضة من لندن إلى نيويورك، ولاحقاً بدأ بتصميم ملابس بسيطة لمحلّه، ومن ثمّ انتقل إلى المدينة الكبرى حتّى يتخصص بدراسة تصميم الأزياء. في ذلك الوقت لفت نظر رجل الأعمال موهان مرجاني، الذي كان يريد إطلاق ماركة خاصة بأزياء للرجال، وبدعم من مرجاني، أطلق توماس هيليفيغر الماركة الخاصة باسمه في العام 1985.
مشواره مع الجوائز كبير جداً ، ففي العام 1998 كرّمته مدرسة بارسونز للتصميم في مدينة نيويورك، كما منحته مجلة (جي كيو) لقب «رجل العام» القضية. كما تمّ تكريمه في إسبانيا، وفي العام 2009 تلٌقى جائزة اليونسكو لدعم احترام للجهود الخيرية له على مر السنين، فضلا عن تكريمه في عدد كبير من جامعات العالم. ولكن بسبب تراجع المبيعات إلى حد كبير، باع تومي هيلفيغر شركته مقابل 1.6 مليار دولار في 2006، لصالح شركة استثمارية خاصة. وفي مارس 2010، اشترى صاحب كالفن كلاين فيليبس فان هوزن شركة تومي هيلفيغر بقيمة 3 مليارات دولار.

## روابط خارجية
- Tommy.com